# Policía de Mónaco

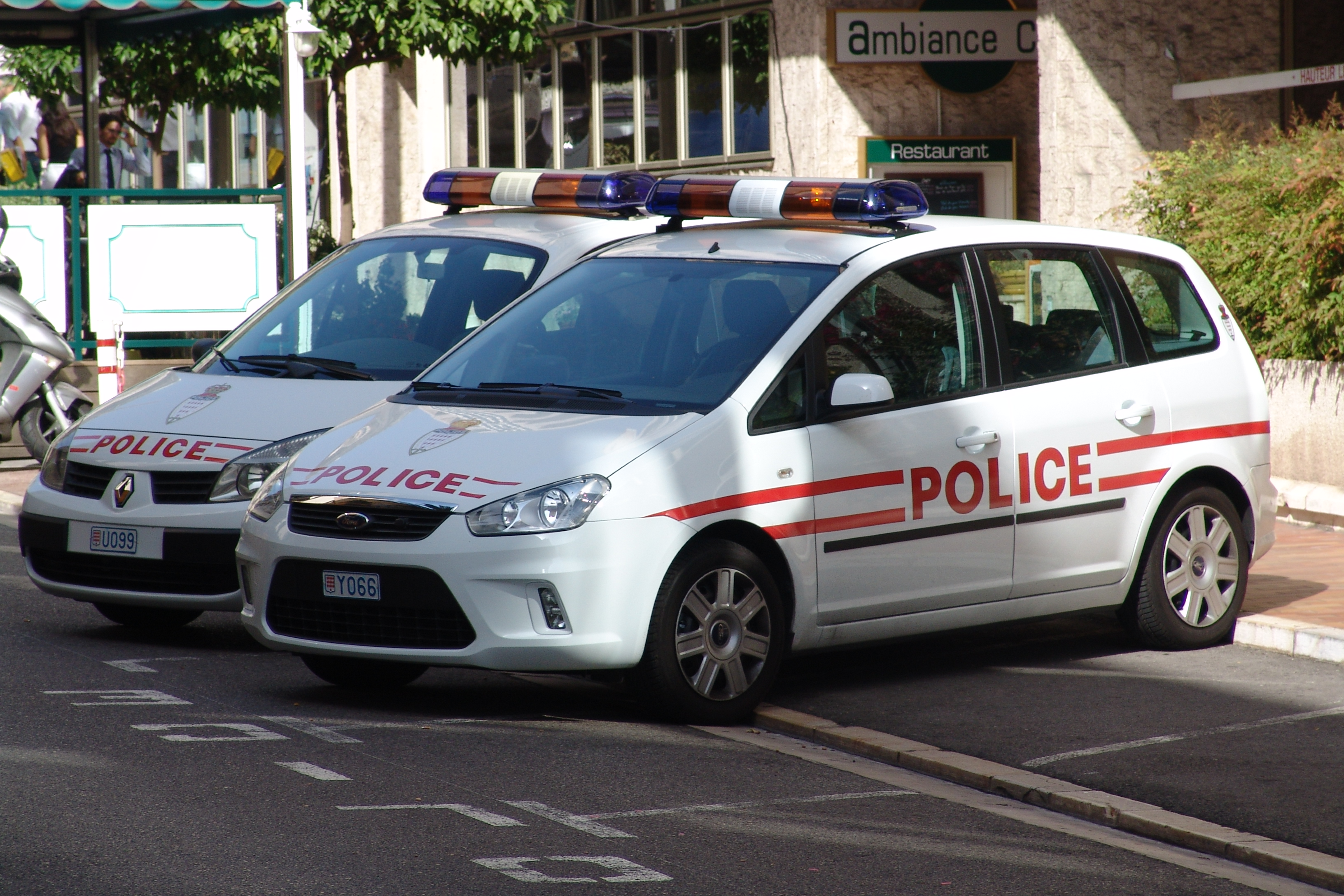
Un Renault Scenic y un Ford C-Max de la Policía de Mónaco

La Policía de Mónaco (en francés: Police de Monaco) es la fuerza policial nacional y única del Principado de Mónaco, la cual depende directamente del primer ministro o ministro de Estado de Mónaco. Es uno de los Estados más fuertemente vigilados por la policía.

## Historia
En 1858 se organizó por primera vez una fuerza de policía en el Principado de Mónaco con un comisario como jefe Yves-Marie Lucas, En 1877 fue nombrado jefe de la policía de Mónaco Antoine Angeli, y diez años más tarde Napoleón Delalonde. Con la Orden Soberana N º 971, del 23 de junio de 1902, el Príncipe Alberto I, estableció un departamento de seguridad pública, pasando la policía finalmente de tener 50 unidades o efectivos a los actuales 517. La Policía Monegasca forma parte de la Interpol y el congreso fundacional de 1914 de este organismo internacional se celebró en el Principado. Del 15 de mayo al 15 de septiembre de cada año, la División Marítima de la Policía (Police Maritime) realiza el servicio de vigilancia en las playas de Larvotto.

## Secciones
- SIGER, sección de información general, de los estudios y la enseñanza
- Consejo Técnico, que se ocupa de la información económica y la prevención de riesgos
- Secretaría General
- Secretario Particular
- IGSP, Inspector de los servicios de policía
- Grupo de Seguridad de la Familia del Soberano, que se ocupa de la seguridad de los Grimaldi.

## Departamentos
La policía de Mónaco se divide en 5 departamentos:
- Departamento de Policía Urbana
- Departamento de Policía Administrativa
- Departamento de Policía Judicial
- Departamento de Administración y Formación
- Departamento de la Policía Marítima y Aeroportuaria (DPMA)

## Personal y Recursos
- 519 miembros:
  - 6 en la Alta dirección
  - 93 personal civil
  - 370 personal uniformado
  - 50 personal administrativo
- 11 comisarías.
- 83 vehículos terrestres y marítimos.

## Comisarías de Policía
- Dirección de Seguridad Pública: 3-4, calle Louis Notari
- Comisaría de Policía de la Roca de Mónaco: Avenue de la Porte-Neuve
- Estación de Policía de la Condamine: calle Louis Notari
- Estación de Policía del Helipuerto de Mónaco (Fontvieille): Terre-Plein de Fontvieille
- Estación de Policía de Fontvieille: plaza del Campanile Saint-Nicholas
- Estación de Policía de Lamarck: plaza de Lamarck
- Estación de Policía del Testmonio (San Román ): Boulevard d'Italie
- Estación de Policía Larvotto: avenida Princesa Grace
- Estación Marítima de Policía: 1.er Muelle Antoine
- Estación de primeros auxilios y de la Policía Marítima (playa Larvotto, abierta en verano)

## Vehículos de tierra
- 8 coches o automóviles
- 1 vehículo 4x4
- 26 motocicletas de cilindradas diferentes
- 24 ciclomotores

2 están reservados para los institutos de formación.

## Transporte marítimo
- 1 bote salvavidas, llamado el Vigilante.
- 1 bote semi-rápido, llamado el Libecciu.
- 1 barco semi-rígido de casco inflable del tipo "zodiak"